# Blancanieves (película de 1987)
Blancanieves es una película musical y de fantasía de 1987, hecha para la colección de películas Cannon Movie Tales, y basada en el cuento de hadas de Blancanieves de los Hermanos Grimm. Fue hecha por Metro-Goldwyn-Mayer y dirigida por Michael Berz.

## Argumento
La película se abre con un príncipe que viaja en el bosque y el descubrimiento de Blancanieves en el interior de un ataúd de cristal, aparentemente muerta. Los siete enanos llegan y le dicen al príncipe de cuento de Blancanieves a través de dentro el ataúd de cristal.
Muchos años antes, un rey bueno, y su esposa, la reina buena, gobiernan el reino juntos. Un día de invierno durante la costura, la Reina Buena se pincha accidentalmente su dedo con la aguja y la sangre cae sobre la nieve fuera de su ventana. El rey declara a su esposa, la reina buena, que tendrán una niña con los labios y las mejillas rojas como sangre, pelo negro como el ébano, y la piel blanca como la nieve. La reina buena finalmente da a luz a una hija con el pelo negro como la noche, con los labios y las mejillas rojos como la sangre y con la piel tan blanca como la nieve, pero muere poco después del nacimiento de su hija recién nacida. La niña se llama Blancanieves.
Cuando Blancanieves ha crecido hasta convertirse en hermosa niña, el rey, su padre, vuelve a casar por segunda y nueva vez con una mujer muy bella pero muy vanidosa y malvada. Sin embargo, la nueva y segunda reina (Diana Rigg), está celosa de su hijastra Blancanieves (Nicola Stapleton) y le ordena a un cazador (Amnón Meskin) para matarla. El cazador secuestra con éxito a Blancanieves, pero ella se escapa al bosque y encuentra una casa que pertenece a siete enanitos amablemente empequeñece - Iddy, Biddy, Kiddy, Diddy, Fiddy, Giddy y Liddy - que permite que se quede con ellos. Al Rey se le rompe el corazón cuando se le dice que su hija Blancanieves fue comida por los animales salvajes, y más tarde muere en batalla.
Muchos años felices pasan y Blancanieves (Sarah Patterson) se convierte en una hermosa y dulce doncella. Cuando la Reina Malvada le pregunta a su espejo mágico que es la más bella de todas, se entera de que Blancanieves aún está viva. La Reina Malvada hace tres intentos de matar a su hijastra. En primer lugar, ella se disfraza de mujer gitana y ahoga Blancanieves con un corpiño blanco ajustado con cintas envenenadas, sólo para los siete enanitos para salvarla cortan posteriormente el encaje de las cintas del corpiño con unas tijeras. A continuación, la Reina Malvada se disfraza como una vendedora de peinetas japonesa y da Blancanieves una peineta envenenada, sólo para los siete enanitos retiran la peineta del pelo de Blancanieves, la cual despierta. Y, por último y para complicar aún más las cosas, la Reina Malvada disfraza como una anciana vendedora de manzanas y le da a Blancanieves una manzana roja envenenada. Blancanieves se resiste al principio a aceptar y comer la manzana envenenada, pero cede cuando la Reina Malvada corta la manzana por la mitad para que puedan compartirla. Blancanieves se come la mitad envenenada de la manzana y cae sumida en un profundo sueño de muerte. Los siete enanitos no son capaces de revivir a Blancanieves esta vez, y la colocan dentro de un ataúd de cristal.
La película vuelve al presente, donde los siete enanitos permiten que el Príncipe de tomar Blancanieves lejos a un lugar de descanso adecuado. Cuando Blancanieves está siendo transportado, el ataúd cae accidentalmente de la carreta, haciendo que el trozo de manzana envenenada desaloja de su garganta, hasta caer en la cara de la Reina Malvada. A medida que despierta Blancanieves, el Príncipe, en un primer momento, se sorprende al permitir que esto suceda, pero estaba tan encantado con ella que le pide que se case con él, y ella acepta.
Las invitaciones a la boda real se envían a todos los reinos cercanos, y la Reina Malvada recibe una invitación para ella misma también. Ella consulta a su espejo mágico y se le dice que la joven princesa y también novia del príncipe es la más bella en la tierra. Enfurecida ante esta respuesta, la Reina Malvada rompe su espejo, lo que le hace envejecer con rapidez. Ella se apresura en su carruaje real a la iglesia a tiempo de ver que la novia es su hijastra Blancanieves; luego la reina envejecida se petrifica y estalla en pedazos, hasta que por último se desintegra ligeramente en cenizas arrebatadas y esparramadas por el viento fuerte. Blancanieves y el Príncipe están oficialmente casados y viven felices para siempre.

## Reparto
| Actor            | Personaje                          |
| ---------------- | ---------------------------------- |
| Diana Rigg       | Reina Malvada                      |
| Sarah Patterson  | Blancanieves adolescente           |
| Nicola Stapleton | Blancanieves niña                  |
| Dorit Adi        | Reina Buena, madre de Blancanieves |
| Douglas Sheldon  | Rey, padre de Blancanieves         |
| Billy Barty      | Iddy                               |
| James Ian Wright | Príncipe                           |
| Tony Cooper      | Liddy                              |
| Arturo Gil       | Giddy                              |
| Gary Friedkin    | Fiddy                              |
| Malcolm Dixon    | Diddy                              |
| Ricardo Gil      | Kiddy                              |
| Mike Edmunds     | Biddy                              |

- Datos: Q739210